# فیکایو توموری
اولووافیکایومی اولووادامیلولا فیکایو توموری (انگلیسی: Fikayo Tomori؛ زادهٔ ۱۹ دسامبر ۱۹۹۷) یک بازیکن فوتبال اهل انگلستان است که برای باشگاه میلان بازی می‌کند.

## عملکرد باشگاهی

### ۱۶–۲۰۰۵:دوره نوجوانی
توموری در سطح زیر ۸ سال به چلسی پیوست و از طریق سیستم آکادمی این باشگاه پیشرفت کرد. او بخشی از تیم جوانان چلسی بود که در لیگ‌های جوانان یوفا و جام حذفی جوانان در سال ۲۰۱۵ و ۲۰۱۶ پیروزی‌های زیادی را به ثبت رساند.
در ۱۱ مه ۲۰۱۶، در تساوی ۱–۱ چلسی با لیورپول، توموری به همراه نیمکت نشینان آکادمی تامی ابراهام و کاسی پالمر به عنوان نیمکت جایگزین تیم اول معرفی شد. با این حال او نتوانست در آنفیلد ظاهر شود. در ۱۵ مه ۲۰۱۶، در بازی آخر چلسی در رقابت‌های ۲۰۱۵/۱۶، توموری اولین بازی حرفه ای خود را در تساوی ۱–۱ با قهرمان آن فصل لیگ برتر لستر سیتی انجام داد و در دقیقه ۶۰ به جای برانیسلاو ایوانوویچ ظاهر شد.
اگرچه توموری در تور پیش فصل ایالات متحده قرار داشت، اما او یک بازی هم به میدان نرفت. در تاریخ ۱ اوت ۲۰۱۶، توموری پیش از رقابت‌های ۱۷–۲۰۱۶ قرارداد چهار ساله جدید امضا کرد. در ۱۲ اوت ۲۰۱۶، توموری قبل از آغاز فصل پیراهن شماره ۳۳ را تحویل داد و شماره قبلی خود یعنی شماره ۴۳ را به تن کرد.

### ۲۰۱۷:دوره قرضی در برایتون
در ۲۳ ژانویه ۲۰۱۷، توموری به صورت قرضی برای باقیمانده از رقابتهای ۲۰۱۶–۱۷ به برایتون و هو آلبیون پیوست. پنج روز بعد، توموری اولین بازی خود را برایتون انجام داد و در دیداری ۳–۱ مقابل تیم لینکلن سیتی در دور چهارم جام حذفی به میدان رفت که در آن او یک گل به خودی به ثمر رساند تا برایتون از دور رقابت‌ها حذف شود.
در ۱۸ فوریه ۲۰۱۷، توموری در اولین بازی خود در لیگ چمپیونشیپ برای برایتون، در پیروزی ۲–۰ خارج از خانه خود مقابل بارنزلی، قرار گرفت و جایگزین آنتونی نوکائورت در بین دو نیمه شد. در تاریخ ۱۸ مارس ۲۰۱۷، توموری اولین بازی فیکس خود را برای برایتون در شکست ۲–۰ خارج از خانه خود مقابل لیدز یونایتد ارائه داد، که در کل ۹۰ دقیقه حضور داشت.

### ۱۸–۲۰۱۷:دوره قرضی در هال سیتی
در ۳۱ اوت ۲۰۱۷، توموری در یک قرارداد طولانی مدت به تیم هال سیتی پیوست. او اولین بازی خود را در تاریخ ۱۳ سپتامبر ۲۰۱۷ انجام داد در دیداری ۲–۱ مقابل فولام شکست خورد.

### ۱۹–۲۰۱۸:دوره قرضی در دربی کانتی
در ۶ اوت ۲۰۱۸، توموری با قراردادی قرضی به مدت یک فصل به تیم دربی کانتی پیوست. او اولین بازی خود را در ۱۱ آگوست در باخت ۱–۳ مقابل لیدز یونایتد انجام داد. وی در زمان حضورش در این باشگاه به عنوان «بازیکن سال» این باشگاه معرفی شد.

### ۲۱–۲۰۱۹:بازگشت به چلسی
پس از اتمام دوره قرضی خود، توموری به چلسی بازگشت جایی که پیراهن شماره ۲۹ به او داده شد. در ۳۱ اوت ۲۰۱۹، توموری اولین بازی خود را برای چلسی مقابل شفیلد یونایتد انجام داد که با نتیجه ۲ بر ۲ در استمفورد بریج به پایان رسید.
او اولین گل خود را برای چلسی در ۱۴ سپتامبر ۲۰۱۹ به ثمر رساند که پیروزی ۵ بر ۲ مقابل ولورهمپتون بود. او یک گل با ضربه سر مقابل تیم سابقش هال سیتی به ثمر رساند تا چلسی در پیروزی۲–۱ در دور چهارم جام حذفی در ورزشگاه کی سی او ام در ۲۵ ژانویه به پیروزی برسد.

## عملکرد ملی
توموری واجد شرایط نمایندگی نیجریه در سطح بین‌المللی از طریق والدینش بود. وی در کانادا از طریق تولد وی در کلگری و انگلیس از طریق تربیت خود که از زمان کودکی در این کشور زندگی می‌کرده‌است.

### تیم ملی جوانان کانادا
در تاریخ ۲۷ مارس ۲۰۱۶، توموری کاپیتان زیر ۲۰سال کانادا را به پیروزی ۲–۱ مقابل زیر ۲۰سال انگلیس در سومین حضور خود در این کشور رساند.

### تیم‌های ملی جوانان انگلیس
در ۱۶ مه ۲۰۱۶، در استراحت بین‌المللی بعدی و یک روز پس از اولین حضور در باشگاه حرفه ای خود، توموری به اردوی تیم ملی زیر ۱۹سال انگلیس فراخوانده شد. در تاریخ ۴ ژوئن ۲۰۱۶، توموری اولین بازی خود در زیر ۱۹سال انگلیس را با نتیجه ۲–۰ مقابل زیر ۲۰سال مکزیک انجام داد و ۹۰ دقیقه کامل بازی کرد. توموری همچنین جزئی از تیم قهرمانی زیر ۱۹ سال اروپا در انگلستان ۲۰۱۶ بود که قبل از حذف توسط ایتالیا به مرحله نیمه نهایی راه یافت.

#### جام جهانی فوتبال زیر ۲۰سال ۲۰۱۷
توموری در مسابقات جهانی زیر ۲۰سال فیفا ۲۰۱۷ برای تیم زیر ۲۰ سال انگلیس انتخاب شد و در بازی دوم انگلیس مقابل گینه یک گل به ثمر رساند. وی به انگلیس کمک می‌کند ونزوئلا را ۱–۰ در مرحله نهایی شکست دهد، این اولین قهرمانی انگلیس در یک تورنمنت جهانی از زمان قهرمانی در جام جهانی ۱۹۶۶ است.

### زیر ۲۱سال انگلیس
در تاریخ ۲۷ مه ۲۰۱۹، توموری برای حضور در مسابقات قهرمانی زیر ۲۱ سال اروپا در ترکیب ۲۳ نفره انگلیس قرار گرفت.

### تیم ملی بزرگسالان انگلیس
در تاریخ ۳ اکتبر ۲۰۱۹، توموری اولین فراخوان خود را برای حضور در مسابقات انتخابی یورو ۲۰۲۰ به تیم ملی ارشد انگلیس دریافت کرد. وی بعداً اظهار داشت که به دنبال علاقه به نیجریه و کانادا، به بازی برای انگلیس متعهد شده‌است. او قبلاً برای کانادا را در سطح جوانان نمایندگی کرده بود. توموری در ۱۷ نوامبر ۲۰۱۹ مقابل کوزوو اولین بازی خود را برای انگلیس انجام داد.

## افتخارات

#### جوانان چلسی
- جام حذفی جوانان:۱۶–۲۰۱۵٬۱۵–۲۰۱۴
- لیگ جوانان اروپا:۱۶–۲۰۱۵٬۱۵–۲۰۱۴

#### زیر ۲۰سال انگلیس
- جام جهانی زیر ۲۰سال:۲۰۱۷

#### زیر ۲۱سال انگلیس
- جام تولون:۲۰۱۸

### فردی
- تیم منتخب مسابقات قهرمانی زیر ۱۹سال اروپا:۲۰۱۶
- بازیکن سال دربی کانتی:۱۹–۲۰۱۸